# HD223461
HD223461 — хімічно пекулярна зоря спектрального класу A3, що має видиму зоряну величину в смузі V приблизно 6,0.
Вона  розташована на відстані близько 266,9 світлових років від Сонця.

## Фізичні характеристики
Зоря HD223461 обертається 
досить швидко 
навколо своєї осі. Проєкція її екваторіальної швидкості на промінь зору становить Vsin(i)= 57км/сек.